# 傑克·索特
傑克·索特（Jake Short，1997年5月30日—）是美國的一位演員。他最著名的作品是在迪士尼頻道喜劇天才學園中飾演Fletcher Quimby角色。